# لورانس بينغهام
لورانس بينغهام (بالإنجليزية: Lawrence Bingham)‏ هو لاعب كرة قدم أسترالية بريطاني، ولد في 28 مايو 1969 في إنجلترا في المملكة المتحدة.

## وصلات خارجية
- لورانس بينغهام على موقع AustralianFootball.com (الإنجليزية)
- لورانس بينغهام على موقع AFLtables.com (الإنجليزية)